# معتمدية برقو
معتمدية برقو إحدى معتمديات الجمهورية التونسية، تابعة لولاية سليانة.

### مواضيع ذات علاقة
- ولاية سليانة.